# زبان یهودی-همدانی
یهودی-همدانی زبان رو به مرگ جامعه یهودی ساکن در همدان است. زبان یهودی-همدانی همانند سایر زبان‌های یهودی دارای مقدار زیادی وام‌واژه از عبری است و به گونه‌ای از الفبای عبری نوشته می‌شود.
در پی انحطاط و ادغام جامعه یهودیان ایرانی در میانه قرن بیستم، استفاده از این زبان به مرور رو به کم شدن است و بازماندگان آن در ایران شروع به سخن گفتن به فارسیهود و فارسی کرده‌اند. زبان گروه‌های مهاجر به ایالات متحده آمریکا و اسرائیل هم به مرور با انگلیسی و عبری جابه‌جا شده است.

## گویش کلیمیان همدان
زبان کلیمیان همدان زبان پهلوی (دری) بود. در این زبان هنگام تلفظ واژه‌ها یا کلمات به آن‌ها کسره می‌داده‌اند و کلیمیان به این زبان اصولاً زبان راجی می‌گفته‌اند و این زبان هنوز در برخی خانواده‌های کلیمی تکلم می‌گردد.
اطلاعاتی در مورد تاریخچه به وجود آمدن این زبان در دست نیست ولی با توجه به شباهتی که این زبان با زبان هموطنان زرتشتی دارد گمان می‌رود که تاریخچه این زبان به زمان ورود یهودیان به ایران بازگردد. زبانشناسان این زبان را در شاخه شمال غربی زبان‌های ایرانی طبقه‌بندی کرده‌اند.

## زبان راجی در همدان
به ادعای برخی، گویش راجی همان گویش زبان رازی است که در مناطقی همچون ری و همدان رواج داشته و حتی اشعاری از باباطاهر عریان را به این گویش منسوب می‌کنند. به اعتقاد این عده از محققان، گویش مردم همدان و زبان کلیمیان همدان زبان «فهلوی» بوده است. آن‌ها در این زبان هنگام تلفظ واژه‌ها یا کلمات به آن‌ها کسره می‌داده‌اند و کلیمیان به این گویش، زبان راجی می‌گفته‌اند. روبن آبراهامیان خاورشناس ارمنستانی به این نتیجه رسید که گویش بکار رفته در دوبیتی‌های باباطاهر گرایش نزدیکی با گویش مورد استفاده توسط یهودیان معاصر همدان دارد.

## نمونه‌هایی از زبان راجی

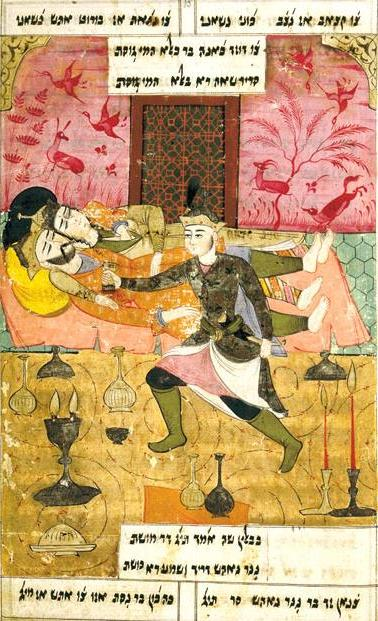
خسرو و شیرین اثر نظامی گنجوی به خط عبری

- از فرالاوی شاعر هم‌زمان رودکی شعری بازمانده است که در این شعر کلمه دخش که به زبان راجی دشت معنا می‌دهد، به کار رفته است.[۸]

| من عاملم و معاملی تو |  | این کار مرا با تو بود دخش |

- در این زبان کلمه دلیجان به صورت دلیگون تلفظ می‌گردد.

## سواد

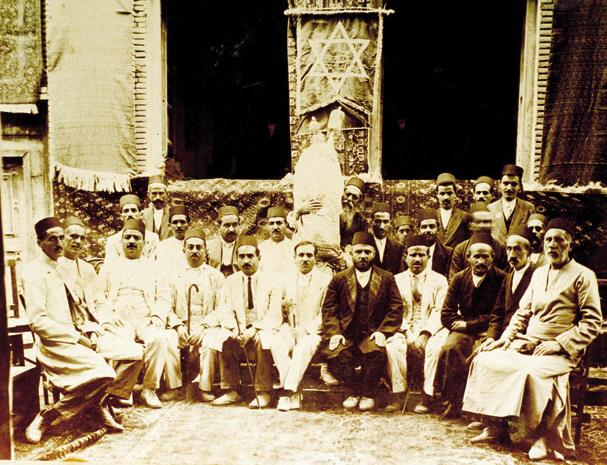
کلیمیان همدان در سال ۱۹۱۷ میلادی

اکثر کلیمیان همدان فاقد سواد فارسی بودند و سواد آن‌ها به سواد عبری محدود می‌شد؛ یعنی اگر مطلبی را می‌خواستند بنویسند به خط عبری و زبان فارسی می‌نوشتند یعنی حروف آن را با فارسی تطبیق می‌دادند و می‌نوشتند. هم‌اکنون در بعضی از کنیسه‌ها کتاب‌هایی مذهبی- مانند ترجمه متون مقدس- موجود است که به خط عبری فارسی (فارسیهود) نگاشته شده است. کلیمیان همدان زبان عبری را معمولاً در کنیساها یا مکتب‌خانه‌هایی که در آن زبان عبری تدریس می‌شد، فرا می‌گرفتند. پس از مدتی از فعالیت مکتب‌خانه، در محلی به نام «گَن یلادیم» که امروزه مهدکودک نامیده می‌شود به کودکان و نوجوانان عبری یاد داده‌می‌شد.
پس از مدت‌ها مدرسهٔ آلیانس بعد از تهران، در همدان نیز تأسیس شد. تا قبل از تأسیس مدرسه آلیانس، کلیمیان همدان از نظر امنیت و امکانات مادی و معنوی وضع خوبی نداشتند.
مدرسه آلیانس همدان تا جایی پیش رفت که بهترین آموزگاران و دبیران را در اختیار داشت و در مسابقات درسی که هر ساله در همدان برگزار می‌گردید، نفرات اول یا دوم و سوم همواره از مدرسه آلیانس بودند و در مسابقات ورزشی نیز مقام‌هایی را نصیب خود می‌کردند. مدرسه آلیانس همدان تا یک سال بعد از انقلاب اسلامی پابرجا بود ولی به علت مهاجرت عده زیادی از کلیمیان همدان به تهران و گاه خارج از کشور، منحل و نام آن تغییر یافت و بعداً به علت قدیمی بودن تخریب و به جای آن مدرسه دیگری ساخته شد.

## تعداد یهودیان همدان
جدول زیر تعداد تغییر جمعیت یهودیان شهر همدان را نشان می‌دهد.
| نویسندهٔ منبع      | زمان              | تعداد یهودیان ساکن همدان |
| ----------------- | ----------------- | ------------------------ |
| بنیامین تودولایی  | اوسط قرن ششم هجری | (در صورت صحت) ۵۰٫۰۰۰ نفر |
| لوئیس دبو         | ۱۸۱۸ میلادی       | ۶۰۰ خانوار               |
| بنیامین دوم       | ۱۸۵۰ میلادی       | ۵۰۰ خانوار               |
| تامسون            | ۱۸۶۸ میلادی       | ۲۰۰۰ نفر                 |
| اقریم نیومارک     | ۱۸۸۵ میلادی       | ۵۰۰ خانوار ۵۰۰۰ نفر      |
| ویلیامز جکسن      | ۱۹۰۳ میلادی       | ۵۰۰۰ نفر                 |
| هایده سهیم        | ۱۳۵۳ هجری شمسی    | ۳۵۰ نفر                  |
| مهرداد نغزگوی کهن | ۱۳۸۷ هجری شمسی    | (به‌طور تقریبی) ۱۰ نفر.   |